# The Hitch-Hiker (The Twilight Zone)
"The Hitch-Hiker" is een aflevering van de Amerikaanse televisieserie The Twilight Zone. Het scenario van de aflevering werd geschreven door Rod Serling, gebaseerd op een verhaal van Lucille Fletcher.

## Plot

### Opening
Her name is Nan Adams. She's twenty-seven years old. Her occupation: buyer at a New York department store, at present on vacation, driving cross-country to Los Angeles, California, from Manhattan. Minor incident on Highway 11 in Pennsylvania, perhaps to be filed away under accidents you walk away from. But from this moment on, Nan Adams's companion on a trip to California will be terror; her route - fear; her destination - quite unknown.
— Rod Serling

### Verhaal
Het verhaal begint met een vrouw, Nan Adems, die zojuist betrokken is geraakt bij een auto-ongeluk op weg van New York naar Los Angeles. Een monteur zet een reservewiel op haar auto en wijst haar de weg naar het dichtstbijzijnde stadje voor verdere reparaties. Net voor ze vertrekt, ziet ze een vreemd uitziende man die staat te liften. Ze trekt zich niets van hem aan en rijdt snel verder.
De man lijkt haar echter te achtervolgen. Overal waar Nan komt staat hij te liften en wil dat ze hem meeneem. Nan wordt bang voor de man. Nadat ze vast komt te zitten op een overweg en bijna door de trein wordt overreden, is ze ervan overtuigd dat de man haar wil vermoorden. Ze blijft doorrijden, enkel nog stoppend als het echt nodig is. Maar waar ze ook stopt; de man is er ook.
Wanneer ze uiteindelijk strandt in New Mexico ontmoet ze een andere man, een zeeman die op weg is naar de haven van San Diego waar zijn schip ligt. Daar Nan graag bescherming wil tegen de mysterieuze lifter, biedt ze de zeeman een lift aan. Ondanks haar gezelschap blijft ze paranoïde voor de lifter. Wanneer ze hem weer langs de weg ziet staan, probeert ze hem omver te rijden. De zeeman lijkt echter niemand te zien en begint te denken dat de vrouw haar verstand is verloren. Hij vertrekt.
In Arizona stopt Nan om haar moeder te bellen, maar de vrouw die de telefoon opneemt zegt dat mevrouw Adams in het ziekenhuis ligt. Ze heeft een zenuwinzinking gehad nadat ze hoorde dat haar dochter Nan omgekomen is bij een auto-ongeluk, zes dagen geleden. Op dat moment beseft Nan de waarheid: de mysterieuze lifter is een personificatie van de dood, die wacht op het moment dat Nan de waarheid onder ogen wil zien. Nan accepteert eindelijk haar lot, pikt de man op, en rijdt met hem weg de eeuwigheid tegemoet.

### Slot
Nan Adams, age twenty-seven. She was driving to California, to Los Angeles. She didn't make it. There was a detour, through the Twilight Zone.
— Rod Serling

## Rolverdeling
- Inger Stevens: Nan
- Leonard Strong: De lifter
- Adam Williams: Zeeman
- Dwight Townsend: Flag Man
- Russ Bender: Counterman
- Mitzi McCall: Waitress
- George Mitchell: Gas Station Man
- Eleanor Audley: Mrs. Whitney (stem)

## Notities
- In het originele verhaal van Lucille Fletcher is de hoofdpersoon een man genaamd Ronald. Het verhaal werd al eerder bewerkt voor de radioprogramma’s Campbell Playhouse (1941), Suspense (1942), en Mercury Summer Theater (1946).
- Deze aflevering werd besproken door Ray en Robert in de sitcom Everybody Loves Raymond.
- De plot van de aflevering is gelijk aan die van de horrorfilm Carnival of Souls uit 1962.